# 60. Golden Globe-gála
A 60. évi Arany Glóbusz, azaz Golden Globe-díjátadóra 2003. január 19-én kerül sor a Beverly Hills-i Beverly Hilton Hotelben, Kaliforniában. A legtöbb, nyolc jelölést a Chicago kapta, amiből hármat váltott díjra.
A szórakoztatóiparban tett komoly munkáért járó Cecil B. DeMille-életműdíjat ebben az évben Gene Hackman kapta.

## Kategóriák és jelöltek
Nyertesek félkövérrel jelölve

### Mozifilmek

#### Legjobb film (dráma)
- A Gyűrűk Ura: A két torony
- New York bandái
- Az órák
- Schmidt története
- A zongorista

#### Legjobb film (musical vagy vígjáték)
- Adaptáció
- Bazi nagy görög lagzi
- Chicago
- Egy fiúról
- Nicholas Nickleby

#### Legjobb színész (dráma)
- Michael Caine (A csendes amerikai)
- Adrien Brody (A zongorista)
- Daniel Day-Lewis (New York bandái)
- Leonardo DiCaprio (Kapj el, ha tudsz!)
- Jack Nicholson (Schmidt története)

#### Legjobb színész (musical vagy vígjáték)
- Nicolas Cage (Adaptáció)
- Kieran Culkin (Minden jöhet)
- Richard Gere (Chicago)
- Hugh Grant (Egy fiúról)
- Adam Sandler (Kótyagos szerelem)

#### Legjobb színésznő (dráma)
- Salma Hayek (Frida)
- Nicole Kidman (Az órák)
- Diane Lane (A hűtlen)
- Julianne Moore (Távol a mennyországtól)
- Meryl Streep (Az órák)

#### Legjobb színésznő (musical vagy vígjáték)
- Maggie Gyllenhaal (A titkárnő)
- Goldie Hawn (Örök lányok)
- Nia Vardalos (Bazi nagy görög lagzi)
- Renée Zellweger (Chicago)
- Catherine Zeta-Jones (Chicago)

#### Legjobb mellékszereplő színész
- Chris Cooper (Adaptáció)
- Ed Harris (Az órák)
- Paul Newman (A kárhozat útja)
- Dennis Quaid (Távol a mennyországtól)
- John C. Reilly (Chicago)

#### Legjobb mellékszereplő színésznő
- Kathy Bates (Schmidt története)
- Cameron Diaz (New York bandái)
- Queen Latifah (Chicago)
- Susan Sarandon (Minden jöhet)
- Meryl Streep (Adaptáció)

#### Legjobb rendező
- Stephen Daldry (Az órák)
- Peter Jackson (A Gyűrűk Ura: A két torony)
- Spike Jonze (Adaptáció)
- Alexander Payne (Schmidt története)
- Martin Scorsese (New York bandái)

#### Legjobb forgatókönyv
- Adaptáció
- Chicago
- Az órák
- Schmidt története
- Távol a mennyországtól

#### Legjobb eredeti betétdal
- 8 mérföld – „Lose Yourself”
- Halj meg máskor! – „Die Another Day”
- New York bandái – „The Hands That Built America”
- Szilaj, a vad völgy paripája – „Here I Am”
- A Thornberry család – A mozifilm – „Father and Daughter”

#### Legjobb eredeti filmzene
- 1200 mérföld hazáig
- Frida
- Az órák
- Távol a mennyországtól
- Az utolsó éjjel

#### Legjobb idegen nyelvű film
- Amaro atya bűne
- Beszélj hozzá!
- Hontalanul Afrikában
- Hős
- Isten városa
- Xiao cai feng

### Televízió

#### Legjobb televíziósorozat (dráma)
- 24
- Az elnök emberei
- Kemény zsaruk
- Maffiózók
- Sírhant művek

#### Legjobb televíziósorozat (musical vagy vígjáték)
- Félig üres
- Jóbarátok
- A Simpson család
- Szex és New York
- Will és Grace

#### Legjobb televíziós minisorozat vagy tévéfilm
- Élőben Bagdadból
- Gomolygó viharfelhők
- Háború a háborúról
- Harmadik típusú emberrablások
- Shackleton

#### Legjobb színész, televíziósorozat (dráma)
- Michael Chiklis (Kemény zsaruk)
- James Gandolfini (Maffiózók)
- Peter Krause (Sírhant művek)
- Martin Sheen (Az elnök emberei)
- Kiefer Sutherland (24)

#### Legjobb színész, televíziósorozat (musical vagy vígjáték)
- Larry David (Félig üres)
- Matt LeBlanc (Jóbarátok)
- Bernie Mac (The Bernie Mac Show)
- Eric McCormack (Will és Grace)
- Tony Shalhoub (Monk – A flúgos nyomozó)

#### Legjobb színész, televíziós minisorozat vagy tévéfilm
- Albert Finney (Gomolygó viharfelhők)
- Michael Gambon (Háború a háborúról)
- Michael Keaton (Élőben Bagdadból)
- William H. Macy (Door to Door)
- Linus Roache (Robert Kennedy)

#### Legjobb színésznő, televíziósorozat (dráma)
- Edie Falco (Maffiózók)
- Jennifer Garner (Alias)
- Rachel Griffiths (Sírhant művek)
- Marg Helgenberger (CSI: A helyszínelők)
- Allison Janney (Az elnök emberei)

#### Legjobb színésznő, televíziósorozat (musical vagy vígjáték)
- Jennifer Aniston (Jóbarátok)
- Bonnie Hunt (Life with Bonnie)
- Jane Kaczmarek (Malcolm in the Middle)
- Debra Messing (Will és Grace)
- Sarah Jessica Parker (Szex és New York)

#### Legjobb színésznő, televíziós minisorozat vagy tévéfilm
- Helena Bonham Carter (Élőben Bagdadból)
- Shirley MacLaine (Hell on Heels: The Battle of Mary Kay)
- Helen Mirren (Door to Door)
- Vanessa Redgrave (Gomolygó viharfelhők)
- Uma Thurman (Pasifogó kísérletek)

#### Legjobb mellékszereplő színész, televíziósorozat, televíziós minisorozat vagy tévéfilm
- Alec Baldwin (Háború a háborúról)
- Jim Broadbent (Gomolygó viharfelhők)
- Bryan Cranston (Malcolm in the Middle)
- Sean Hayes (Will és Grace)
- Dennis Haysbert (24)
- Michael Imperioli (Maffiózók)
- John Spencer (Az elnök emberei)
- Donald Sutherland (Háború a háborúról)
- Bradley Whitford (Az elnök emberei)

#### Legjobb mellékszereplő színésznő, televíziósorozat, televíziós minisorozat vagy tévéfilm
- Kim Cattrall (Szex és New York)
- Megan Mullally (Will és Grace)
- Cynthia Nixon (Szex és New York)
- Parker Posey (Hell on Heels: The Battle of Mary Kay)
- Gena Rowlands (Pasifogó kísérletek)